# Haruna (thiết giáp hạm Nhật)
Haruna (tiếng Nhật: 榛名, được đặt theo tên đỉnh núi Haruna), là một thiết giáp hạm của Hải quân Đế quốc Nhật Bản từng hoạt động trong Chiến tranh thế giới thứ nhất và chiến tranh thế giới thứ hai. Được thiết kế bởi kỹ sư hàng hải người Anh George Thurston, nó là chiếc tàu chiến-tuần dương thứ tư và cũng là chiếc cuối cùng của lớp Kongō, là một trong những tàu chiến được trang bị mạnh mẽ nhất đối với hải quân mọi quốc gia từng được chế tạo. Được đặt lườn vào năm 1912 tại xưởng tàu của hãng Kawasaki tại Kôbe, Haruna được chính thức đưa ra hoạt động vào năm 1915, cùng ngày với con tàu chị em Kirishima. Haruna đã tuần tra dọc theo bờ biển Trung Quốc trong Thế Chiến I. Trong một cuộc thực tập tác xạ vào năm 1920, một vụ nổ đã phá hủy một khẩu pháo của nó, làm hư hại tháp pháo và khiến bảy người thiệt mạng.
Trong suốt quá trình phục vụ, Haruna đã hai lần được cải tạo lớn. Bắt đầu từ năm 1926, Hải quân Đế quốc Nhật Bản tái cấu trúc nó trở thành một thiết giáp hạm, tăng cường vỏ giáp và cải thiện khả năng động lực và tốc độ. Đến năm 1933, cấu trúc thượng tầng của nó được chế tạo lại toàn bộ, tăng thêm tốc độ, và được trang bị máy phóng dành cho thủy phi cơ. Giờ đây có tốc độ đủ nhanh để tháp tùng hạm đội tàu sân bay đang lớn mạnh, Haruna được xếp lại lớp thành một thiết giáp hạm nhanh. Trong cuộc Chiến tranh Trung-Nhật, Haruna đã vận chuyển lực lượng Lục quân Nhật Bản sang lục địa Trung Quốc trước khi được tái bố trí về Đội thiết giáp hạm 3 vào năm 1941. Ngay trước khi diễn ra cuộc tập kích bất ngờ xuống Trân Châu Cảng, nó lên đường trong thành phần Lực lượng phía Nam chuẩn bị cho việc tấn công Singapore.
Haruna đã chiến đấu trong hầu hết các trận chiến chủ yếu tại mặt trận Thái Bình Dương trong Thế Chiến II. Nó đã yểm trợ cho các cuộc đổ bộ lên Malaya và Đông Ấn thuộc Hà Lan (Malaysia và Indonesia ngày hôm nay) vào năm 1942, trước khi đối đầu lực lượng Mỹ trong trận Midway và trong suốt chiến dịch Guadalcanal. Trong suốt năm 1943, Haruna hầu như ở lại các căn cứ tại Truk, Kure, Sasebo và Lingga, đã được bố trí trong nhiều dịp để đối phó với các cuộc tấn công của Mỹ vào các căn cứ Nhật Bản. Haruna tham gia trong cả trận chiến biển Philippine và hải chiến vịnh Leyte trong năm 1944, đã đối đầu cùng các tàu chiến Mỹ trong dịp này. Vào năm 1945, Haruna được chuyển về Căn cứ Hải quân Kure trước khi bị đánh chìm bởi máy bay của Lực lượng Đặc nhiệm 38 vào ngày 24 tháng 7 năm 1945.

## Thiết kế và chế tạo

### Thiết kế
Haruna là chiếc thứ tư và là chiếc cuối cùng thuộc lớp tàu chiến-tuần dương Kongō của Hải quân Đế quốc Nhật Bản, một lớp tàu chiến chủ lực được kỹ sư hàng hải người Anh George Thurston thiết kế. Lớp này được đặt hàng vào năm 1910 trong đạo luật Phát triển Hải quân Nhật Bản khẩn cấp sau khi chiếc HMS Invincible của Hải quân Anh được đưa ra hoạt động vào năm 1908. Bốn chiếc tàu chiến-tuần dương của lớp Kongō được thiết kế để nhằm bắt kịp khả năng của các thế lực hải quân lớn trên thế giới vào thời đó; chúng được gọi là phiên bản tàu chiến-tuần dương của chiếc thiết giáp hạm Anh Quốc HMS Erin nguyên trước đây thuộc Hải quân Ottoman (Thổ Nhĩ Kỳ). Với trang bị vũ khí hạng nặng và vỏ giáp dày (chiếm đến 23,3% so với tổng lượng choán nước của nó khoảng 30.000 tấn), Haruna và các con tàu chị em với nó có ưu thế vượt trội đáng kể so với tất cả các tàu chiến chủ lực Nhật Bản khác vào lúc đó.
Haruna được đặt lườn tại Kôbe bởi hãng Kawasaki vào ngày 16 tháng 3 năm 1912, với đa số các linh kiện dùng để chế tạo nó được sản xuất ngay tại Nhật Bản. Do sự thiếu hụt các ụ đóng tàu sẵn có, Haruna và con tàu chị em Kirishima là hai chiếc tàu chiến chủ lực đầu tiên của Hải quân Đế quốc Nhật Bản được đóng tại một xưởng đóng tàu tư nhân. Được hạ thủy vào ngày 14 tháng 12 năm 1913, công việc trang bị cho Haruna được tiến hành vào đầu năm 1914. Vào ngày 15 tháng 12 năm 1914, Đại tá Hải quân Kajishiro Funakoshi được chỉ định làm sĩ quan trang bị trưởng của con tàu, và nó được hoàn tất vào ngày 19 tháng 4 năm 1915.

### Vũ khí

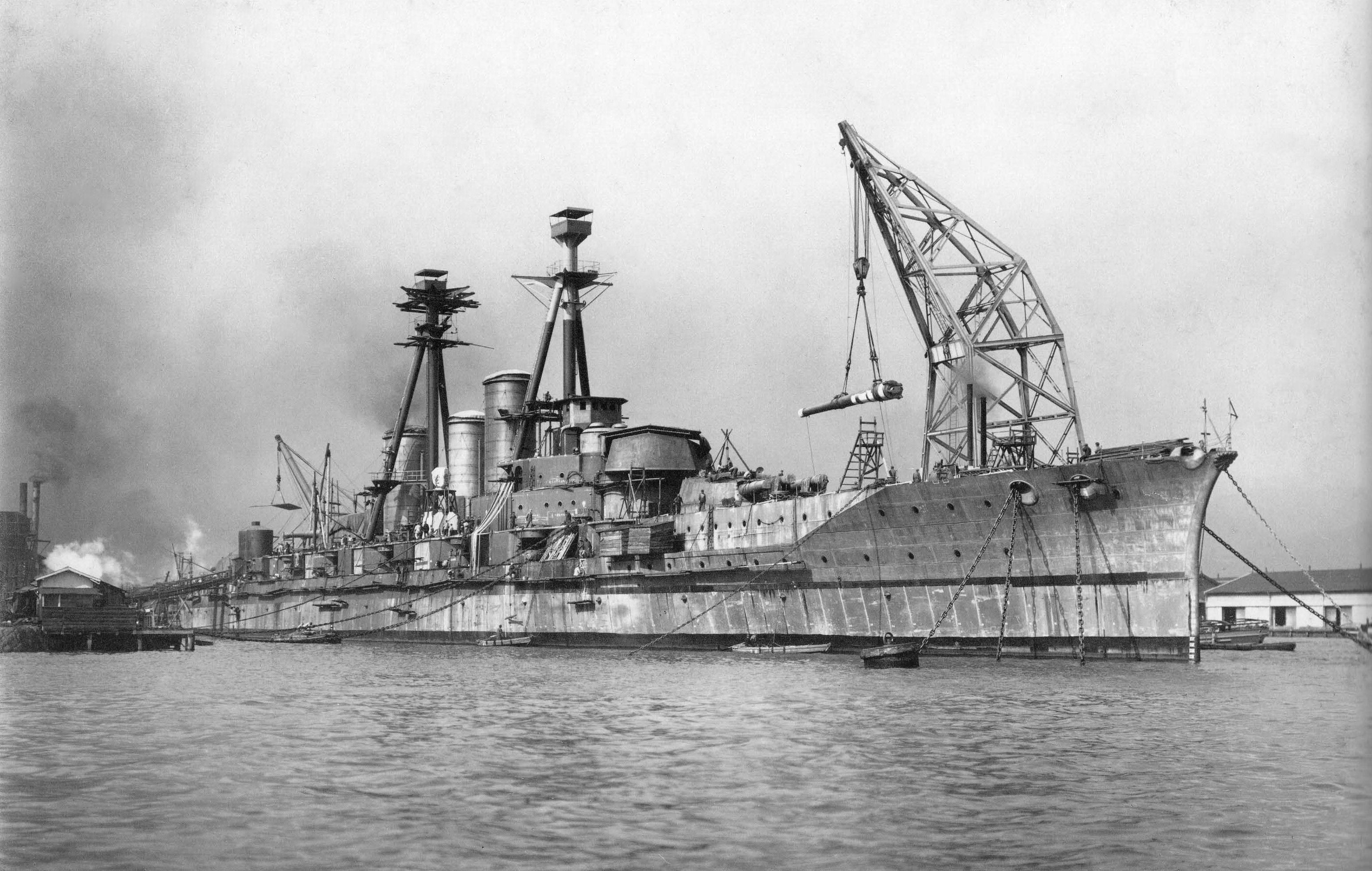
Haruna đang được hoàn tất tại Kôbe, tháng 10 năm 1914

Dàn pháo chính của Haruna bao gồm 8 khẩu pháo cỡ nòng 356 mm (14,0 in) bố trí trên bốn tháp pháo, gồm 2 phía trước và 2 phía sau; các tháp pháo này được Văn phòng Tình báo Hải quân Mỹ ghi nhận là tương tự như tháp pháo 15 inch của Anh với những sự cải tiến làm kín chớp lửa đạn.
Tuân theo học thuyết hải chiến của Nhật, trong đó sẽ bố trí các tàu chiến mạnh hơn trước các đối thủ, Haruna và các tàu chị em của nó lần đầu tiên trên thế giới được trang bị pháo với cỡ nòng lớn 356 mm (14 inch).
Mỗi khẩu trong dàn pháo chính có thể bắn đạn công phá hay đạn xuyên thép với tầm xa tối đa 38.770 thước Anh (19,14 nmi; 35,45 km) và với tốc độ bắn hai phát mỗi phút.  Các khẩu pháo chính mang theo 90 quả đạn, và có tuổi thọ nòng pháo khoảng 250-280 lần bắn. Vào năm 1941, chất phẩm nhuộm màu riêng biệt được áp dụng cho đạn pháo xuyên thép trên bốn chiếc thuộc lớp thiết giáp hạm Kongo, và Haruna được trang bị đạn pháo xuyên thép nhuộm màu đen.
Dàn pháo hạng hai thoạt tiên bao gồm mười sáu khẩu pháo hạng trung 6 inch (15 cm) cỡ nòng 50 caliber bố trí trong các tháp pháo ụ đơn, tất cả đều được đặt giữa tàu, cùng tám khẩu pháo 3 inch (7,6 cm) và tám ống phóng ngư lôi 21 inch (53 cm) ngầm dưới mặt nước. Kiểu pháo 6 inch/50 caliber có thể bắn với tốc độ năm đến sáu phát mỗi phút và có tuổi thọ nòng pháo 500 phát đạn; chúng có khả năng bắn cả đạn chống hạm lẫn đạn phòng không, mặc dù vị trí các khẩu pháo trên chiếc Haruna khiến cho việc tác xạ phòng không không khả thi. Trong đợt tái cấu trúc lần thứ hai, các khẩu pháo 3 inch cũ được tháo dỡ thay thế bằng tám khẩu 5 inch (13 cm) đa dụng. Các khẩu 5 inch/40 caliber này có thể bắn từ 8 đến 14 phát mỗi phút, với tuổi thọ nòng pháo từ 800 đến 1.500 phát; kiểu pháo này trên chiếc Haruna có nhiều loại đạn pháo khác nhau, được thiết kế để bắn đạn phòng không, đạn chống hạm và pháo sáng. Haruna cũng được trang bị một số lượng lớn súng máy 1 inch (2,5 cm). Đến năm 1943, hỏa lực hạng hai của Haruna được cấu trúc lại thành 14 khẩu pháo hạng trung 6 inch (15 cm), tám khẩu pháo 5 inch (13 cm) đa dụng và 122 pháo tự động phòng không Kiểu 96.

## Lịch sử hoạt động

### 1915-1926: Tàu chiến-tuần dương
Vào ngày 19 tháng 4 năm 1915, Haruna chính thức được đưa vào hoạt động tại Kôbe, và Đại tá Funakoshi là vị chỉ huy đầu tiên của con tàu. Ngày 13 tháng 12 năm 1915, sau tám tháng chạy thử máy, Haruna được bố trí đến Hải đội Thiết giáp hạm 3 trực thuộc Hạm Đội 2 Hải quân Đế quốc Nhật Bản, và Đại tá Mitsuzo Nunome tiếp nhận quyền chỉ huy con tàu. Vào ngày 9 tháng 4 năm 1916, Haruna rời Căn cứ Hải quân Sasebo để hoạt động tại biển Đông Trung Quốc, và quay trở về Nhật Bản mười ngày sau đó. Ngày 1 tháng 1 năm 1916, Đại tá Saburo Hyakutake tiếp nhận quyền chỉ huy chiếc Haruna cho đến ngày 15 tháng 9 năm 1917, khi Đại tá Naomi Taniguchi thay thế ông. Vào ngày 1 tháng 12 năm 1917, Haruna được đưa về làm lực lượng dự bị, vì tình trạng chiến sự tại mặt trận Thái Bình Dương của Chiến tranh Thế giới thứ nhất đã chấm dứt.

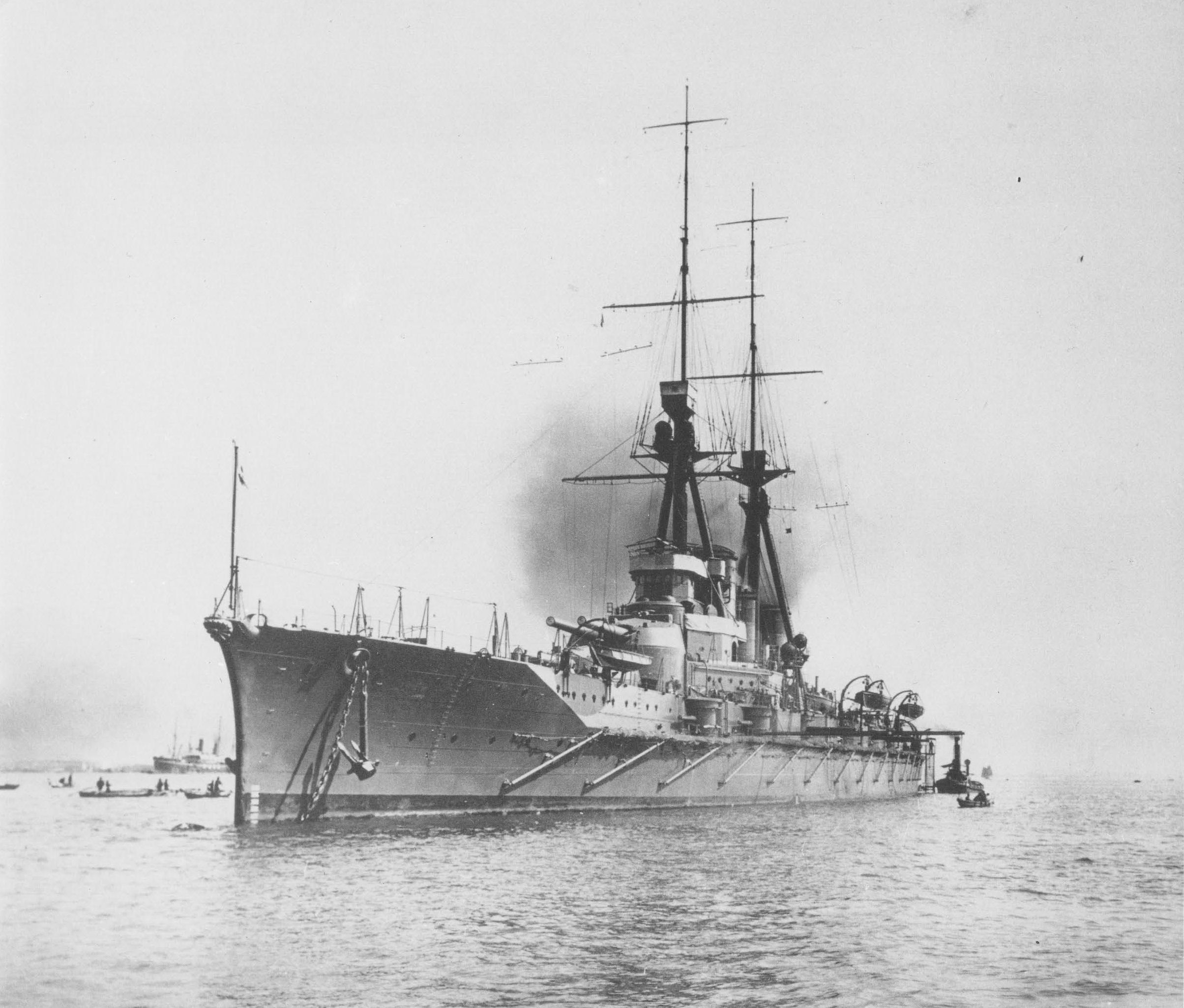
Haruna tại Kôbe vào ngày 24 tháng 4 năm 1915

Ngày 12 tháng 9 năm 1920, Haruna tham gia một cuộc thực tập tác xạ pháo ngoài khơi đảo Hokkaido khi một vụ nổ khóa nòng đã phá hủy khẩu pháo bên phải của tháp súng số 1, làm thiệt mạng 7 người và làm hư hỏng nặng nóc bọc thép của tháp pháo. Một cuộc điều tra sau đó của Hải quân Nhật cho thấy một kíp nổ hỏng đã kích nổ các bao thuốc súng trong khóa nòng gây nổ quả đạn ngay khi còn trong nòng súng. Tháp pháo được sửa chữa tại Yokosuka, đồng thời góc nâng của các khẩu pháo 356 mm (14 inch) trên chiếc Haruna được tăng thêm 7o. Ba tháng sau, Haruna lại được đưa vào lực lượng dự bị.
Với việc kết thúc Thế Chiến I và ký kết Hiệp ước Hải quân Washington, lực lượng của Hải quân Đế quốc Nhật Bản bị giảm đi đáng kể theo tỉ lệ 5:5:3 tương ứng với số tàu chiến chủ lực của Anh Quốc, Hoa Kỳ và Nhật Bản. Hiệp ước này còn giới hạn không cho phép Nhật Bản chế tạo tàu chiến chủ lực mới cho đến năm 1931, và không có chiếc nào có trọng lượng choán nước vượt quá 35.000 tấn Anh (36.000 t). Những tàu chiến hiện hữu được phép nâng cấp bổ sung thêm đai giáp chống ngư lôi và vỏ giáp trên sàn tàu nhưng lượng choán nước cộng thêm vào không vượt quá 3.000 tấn. Vào lúc mà Hiệp ước Washington có hiệu lực hoàn toàn tại Nhật Bản, chỉ có ba lớp tàu chiến thời Chiến tranh thế giới thứ nhất còn hoạt động: các lớp thiết giáp hạm Fusō và Ise cùng lớp tàu chiến-tuần dương Kongō.

### 1926-1933: Tái cấu trúc lần thứ nhất - Thiết giáp hạm
Vì không thể chế tạo tàu chiến chủ lực mới cho đến tận năm 1931, Nhật Bản quyết định cho nâng cấp những chiếc thiết giáp hạm và tàu chiến-tuần dương cũ hơn. Vào tháng 7 năm 1926, Haruna trở thành tàu chiến đầu tiên của Nhật Bản được cải tiến và hiện đại hóa một cách triệt để khi nó vào ụ tàu của Xưởng vũ khí Yokosuka. Trong hai năm sau đó, vỏ giáp ngang cạnh hầm đạn của chiếc Haruna được tăng cường, trong khi khoảng trống cho phòng động cơ bên trong lườn tàu được mở rộng. Đai giáp chống ngư lôi dọc theo mực nước cũng được bổ sung, như nội dung của Hiệp ước Washington cho phép.
Để phù hợp với những xu hướng thay đổi trong hải chiến, Haruna cũng được gắn các thiết bị cần thiết để có thể mang ba chiếc thủy phi cơ Kiểu 90 Loại 0. Cùng nỗ lực gia tăng tốc độ và khả năng về động lực, tất cả 36 nồi hơi Yarrow được tháo bỏ để thay thế bằng 16 nồi hơi mới cùng trang bị turbine Brown-Curtis dẫn động trực tiếp. Ống khói phía trước của chiếc Haruna được tháo bỏ, trong khi ống khói thứ hai được mở rộng và nâng cao. Việc cải tiến thân tàu đã làm tăng trọng lượng của vỏ giáp bảo vệ từ 6.502 lên 10.313 tấn, trực tiếp vi phạm các điều khoản của Hiệp ước Washington. Vào tháng 7 năm 1928, với khả năng đạt được tốc độ tối đa 29 hải lý trên giờ (54 km/h), Haruna được xếp lại lớp thành một thiết giáp hạm.
Vào ngày 10 tháng 12 năm 1928, theo sau các đợt chạy thử như một thiết giáp hạm, Haruna được bố trí về Hải đội Thiết giáp hạm 4 của Hạm đội 2 và như một tàu đặc biệt của Nhật Hoàng. Trong 12 tháng tiếp theo sau đó, Haruna hoạt động giữa Sasebo, cảng Arthur và biển Đông Trung Quốc. Vào ngày 1 tháng 2 năm 1929, Hoàng tử Takamatsu, em trai của Nhật Hoàng Hirohito, được chỉ định làm một thành viên thủy thủ đoàn của chiếc Haruna. Đến ngày 20 tháng 11 năm 1929, Haruna được bố trí về Hải đội Thiết giáp hạm 1. Chiếc tàu chiến lại được đưa về làm lực lượng dự bị vào ngày 1 tháng 12 năm 1930.

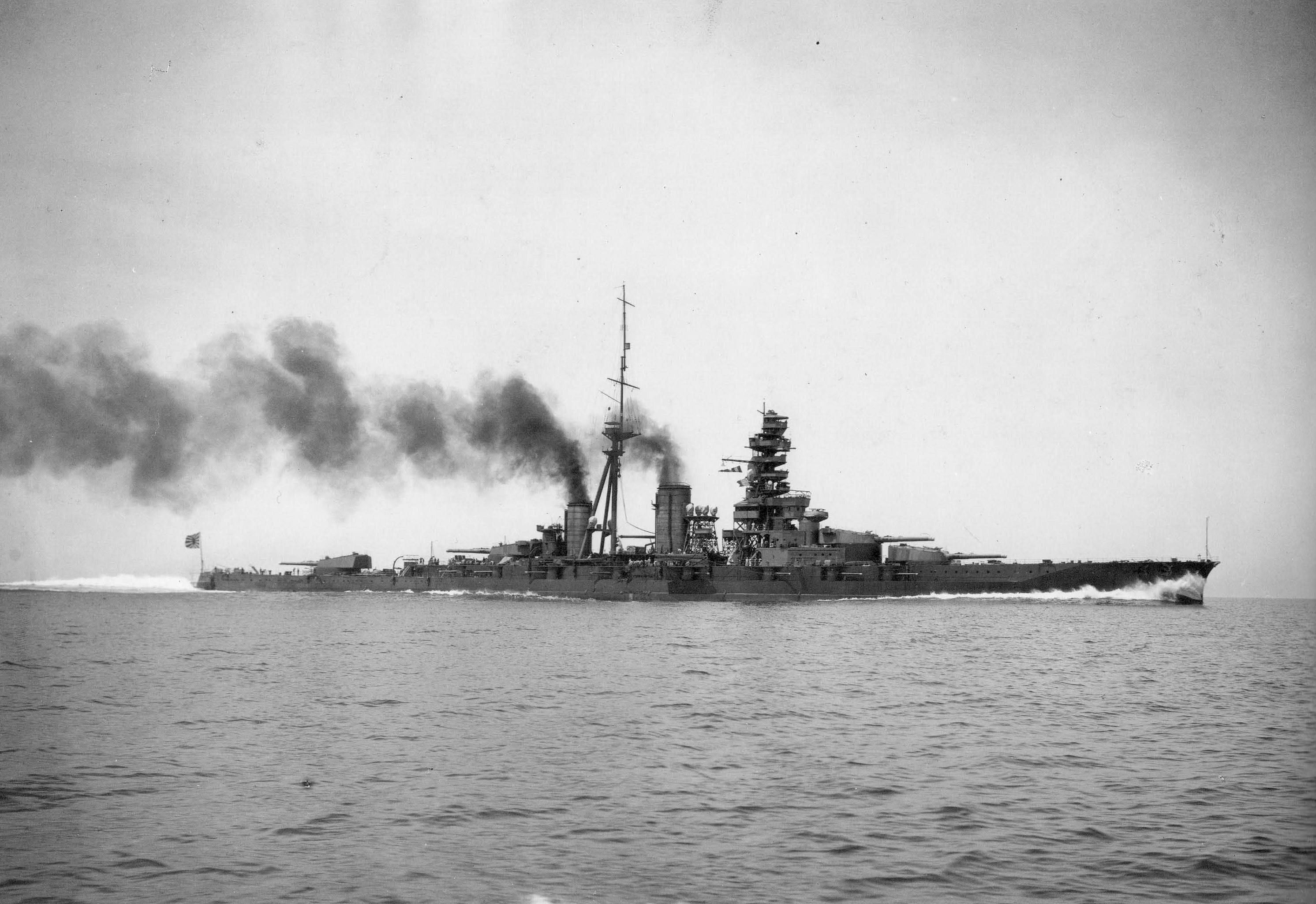
Haruna đang chạy thử sau khi được tái cấu trúc vào năm 1928

Vào ngày 22 tháng 4 năm 1930, Nhật Bản ký kết Hiệp ước Hải quân London, giới hạn nghiêm ngặt hơn nữa lực lượng hải quân của họ. Ngoài việc phải tháo dỡ nhiều thiết giáp hạm cũ hơn, Nhật Bản không được phép chế tạo tàu chiến chủ lực mới cho đến tận năm 1937. Vào ngày 1 tháng 10 năm 1931, sau các sửa chữa bổ sung nhỏ khác, việc tái cấu trúc chiếc Haruna được tuyên bố hoàn tất. Vào ngày 8 tháng 11 năm 1931, Haruna phục vụ như tàu của Nhật Hoàng trong chuyến viếng thăm chính thức của Ngài đến tỉnh Kumamoto.
Vào tháng 9 năm 1931, Nhật Bản tấn công Mãn Châu, vi phạm các hiệp ước hiện hữu của Hội Quốc Liên và luật pháp quốc tế. Đến ngày 25 tháng 2 năm 1933, căn cứ theo báo cáo của Ủy ban Lytton, Hội Quốc Liên nhất trí rằng việc Nhật Bản tấn công Mãn Châu đã vi phạm đến chủ quyền của Trung Quốc. Từ chối không chấp nhận phán quyết của Hội Quốc Liên, Nhật Bản rút khỏi tổ chức này cùng ngày hôm đó. Liền ngay sau đó, Nhật Bản cũng rút khỏi các hiệp ước hải quân Washington và London, và do đó không bị ràng buộc về số lượng và kích cỡ các con tàu chiến chủ lực của họ. Haruna đưa đưa vào hoạt động thường trực và được bố trí vào Hải đội Thiết giáp hạm 1 vào ngày 20 tháng 5 năm 1933.

### 1933-1940: Tái cấu trúc lần thứ hai – Thiết giáp hạm nhanh
Vào ngày 1 tháng 8 năm 1933, Haruna trở vào ụ tàu tại Xưởng vũ khí Kure chuẩn bị cho công việc nâng cấp cho phép nó có thể hộ tống hạm đội tàu sân bay của Nhật Bản đang không ngừng lớn mạnh. Đuôi tàu được kéo dài thêm 26 foot (7,9 m), và cầu tàu được tái cấu trúc lại hoàn toàn theo kiểu thiết kế "tháp chùa" đặc trưng của Nhật dành cho cấu trúc thượng tầng phía trước. 16 nồi hơi kiểu cũ được tháo bỏ và thay bằng 11 nồi hơi Kampon đốt dầu và các turbine hộp số mới. Cho dù kể từ năm 1927 Haruna đã có thể mang theo thủy phi cơ, nó lại được nâng cấp với máy phóng và đường ray để hỗ trợ ba máy bay Nakajima E8N hoặc Kawanishi E7K dùng trong trinh sát và chỉ điểm pháo.
Vỏ giáp của chiếc Haruna cũng được nâng cấp đáng kể. Từ một độ dày thay đổi từ 6 đến 8 inch, đai giáp được tăng cường lên 8 inch đồng đều, trong khi các vách ngăn chéo với độ sâu 5–8 inch (127–203 mm) giờ đây gia cố thêm cho đi giáp chính. Lớp giáp của tháp pháo được nâng cấp lên 10 inch (254 mm), và một phần của sàn tàu được bổ sung giáp dày 4 inch (102 mm). Việc bảo vệ hầm đạn của chiếc Haruna cũng được gia cường lên độ dày 4 inch (102 mm). Việc tái cấu trúc hoàn tất vào ngày 30 tháng 9 năm 1934. Vẫn có khả năng đạt tốc độ tối đa trên 30 hải lý trên giờ (56 km/h) cho dù có sự gia tăng đáng kể lượng choán nước của thân tàu, Haruna giờ đây được xếp lại lớp thành một thiết giáp hạm nhanh.

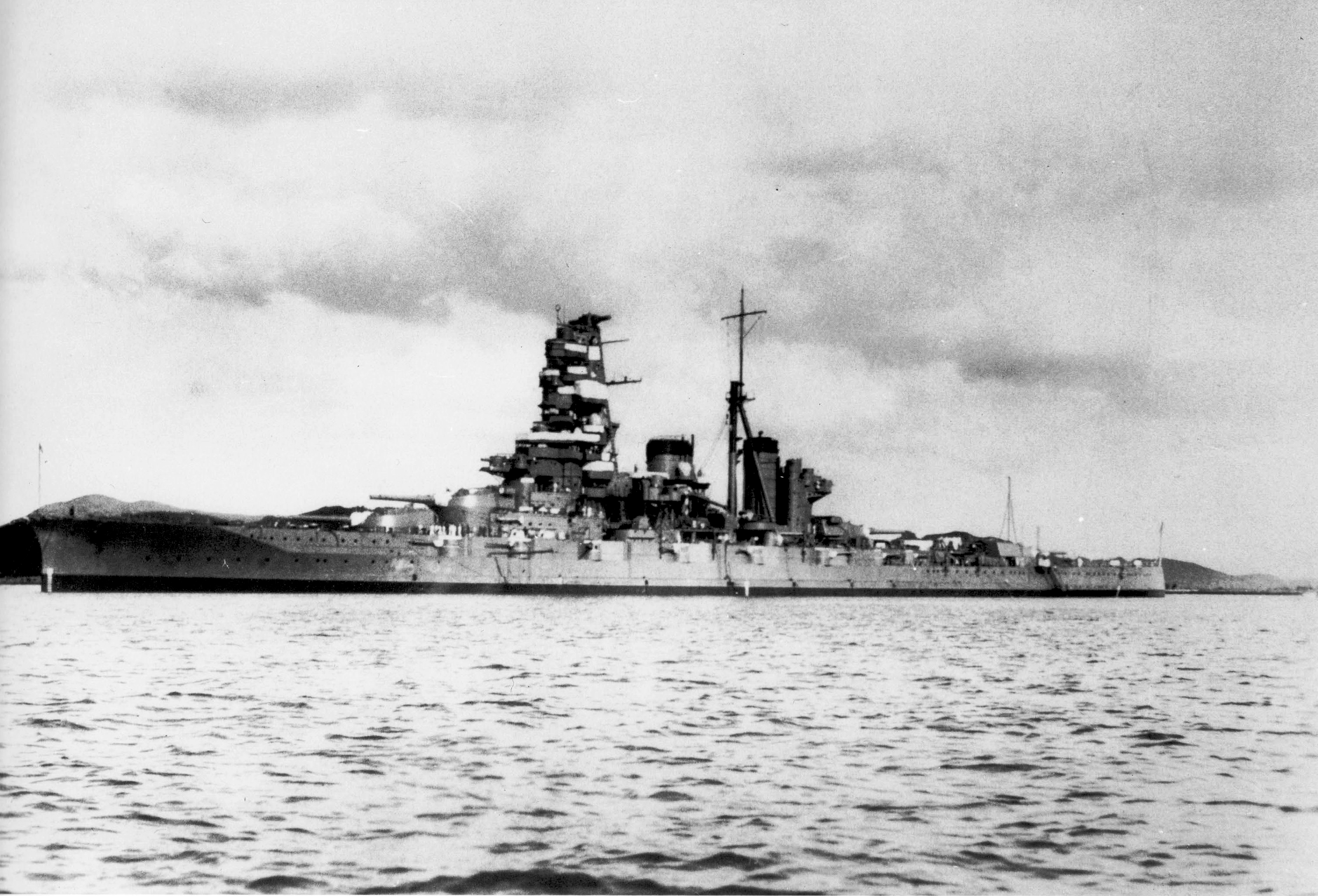
Haruna tại Yokosuka năm 1935

Vào ngày 28 tháng 10 năm 1935, Đại tá Jisaburo Ozawa nhận chức chỉ huy thiết giáp hạm Haruna. Vào ngày 1 tháng 6 năm 1936, chiếc thiết giáp hạm được bố trí vào Hải đội Thiết giáp hạm 3 của Hạm đội 1. Trong suốt năm 1937, Haruna tiến hành các cuộc thực tập tác xạ và tuần tra ngoài khơi bờ biển Trung Quốc, chủ yếu trong khu vực lân cận Thanh Đảo. Đến ngày 7 tháng 7 năm 1937, Nhật Bản chính thức tuyên chiến với Trung Quốc, khai mào cuộc chiến tranh Trung-Nhật. Một tháng sau, Haruna vận chuyển các đơn vị Lục quân Nhật Bản sang lục địa Trung Hoa nhằm chuẩn bị cho các chiến dịch đánh sâu vào lãnh thổ do Quốc Dân Đảng kiểm soát. Đến ngày 1 tháng 12 năm 1937, một lần nữa Haruna được đưa về làm lực lượng dự bị. Vào ngày 2 tháng 4 năm 1940, Haruna được chuyển từ căn cứ Sasebo sang Đài Loan. Haruna được xếp lại lớp thành một "tàu phục vụ đặc biệt" vào ngày 15 tháng 11 năm 1940, và năm tháng sau lại được bố trí vào Hải đội Thiết giáp hạm 3 của Hạm đội 1, đặt căn cứ tại Hashirajima.

### 1941-1942: Các hoạt động ban đầu trong chiến tranh
Haruna rời vùng biển Nhật Bản vào tháng 11 năm 1941 để tham gia giai đoạn mở màn của Mặt trận Thái Bình Dương. Nó và chiếc Kongo rời cảng Hashirajima ngày 29 tháng 11 năm 1941 như là thành phần Lực lượng Chủ lực của Hạm đội Phía Nam (Malaya) dưới quyền chỉ huy chung của Phó Đô đốc Nobutake Kondō. Vào ngày 4 tháng 12 năm 1941, lực lượng này đi đến vùng biển ngoài khơi Nam Thái Lan chuẩn bị cho những chiến dịch tấn công vào các vị trí của Anh tại Singapore bốn ngày sau đó. Sau khi "Lực lượng Z" của Anh Quốc, bao gồm thiết giáp hạm Prince of Wales và tàu chiến-tuần dương Repulse bị máy bay xuất phát từ Sài Gòn đánh chìm, nhóm chiến đấu của Haruna rút lui khỏi Malaya; rồi sau đó rời Đông Dương trong ba ngày vào giữa tháng 12 để bảo vệ một đoàn tàu vận tải tăng cường đi đến Malaya, và một lần nữa vào ngày 18 tháng 12 để yểm trợ cuộc đổ bộ của Lục quân Nhật lên vịnh Lingayen thuộc Philippines. Lực lượng Chủ lực rời vịnh Cam Ranh ngày 23 tháng 12 hướng đến Đài Loan, và đến nơi đó hai ngày sau.
Vào ngày 18 tháng 1 năm 1942, Lực lượng Chủ lực của Đô đốc Kondō đi đến Palau cùng với hai tàu sân bay nhanh với ý định yểm trợ cho cuộc chiếm đóng Borneo và Đông Ấn thuộc Hà Lan. Haruna cùng với tàu tuần dương Maya và các tàu sân bay Hiryū và Sōryū hoạt động tại khu vực phía Đông Mindanao cho đến ngày 18 tháng 2 năm 1942, khi Lực lượng Chủ lực rời Palau chuẩn bị cho "Chiến dịch J" tấn công chiếm đóng Đông Ấn thuộc Hà Lan. Vào ngày 25 tháng 2 năm 1942, Đội Thiết giáp hạm 3 yểm trợ cho các cuộc không kích lên đảo Java. Haruna tiến hành bắn phá đảo Christmas vào ngày 7 tháng 3 năm 1942, rồi quay về vịnh Staring để bảo trì và nghỉ ngơi trong 15 ngày. Trong tháng 4 năm 1942, Haruna gia nhập lực lượng năm tàu sân bay hạm đội tiến hành trận không kích Ấn Độ Dương nhắm vào lực lượng Anh tại Colombo thuộc Ceylon. Tiếp theo sau việc tiêu diệt chiếc Dorsetshire vào ngày 5 tháng 4 năm 1942, Haruna được gửi đến hướng Tây Nam để truy tìm phần còn lại của Hạm đội Viễn Đông Anh Quốc dưới quyền chỉ huy của Đô đốc James Somerville. Vào ngày 9 tháng 4 năm 1942, một trong những máy bay trinh sát của chiếc Haruna phát hiện ra chiếc tàu sân bay Hermes ở phía Nam Trincomalee; và các cuộc không kích của Nhật đã đánh chìm nó trong ngày hôm đó. Sau khi làm tê liệt khả năng tấn công của Hạm đội Viễn Đông Anh, Đội Thiết giáp hạm 3 quay trở về Nhật Bản vào ngày 23 tháng 4 năm 1942. Haruna vào ụ tàu trong suốt tháng 5 năm 1942 để tu bổ và cải tiến.
Vào ngày 29 tháng 5 năm 1942, Haruna hợp cùng con tàu chị em Kirishima tham gia lực lượng tàu sân bay của Phó Đô đốc Chūichi Nagumo trong trận Midway. Vào ngày 4 tháng 6, Haruna chịu đựng nhiều đợt tấn công của máy bay ném bom-ngư lôi của Hải quân Hoa Kỳ, nhưng nó thoát ra mà không bị đánh trúng cú nào đồng thời bắn rơi được năm máy bay đối phương. Sang ngày 5 tháng 6, Haruna vớt những người sống sót trên bốn chiếc tàu sân bay bị đánh chìm trước khi quay trở về Nhật Bản. Nó ở lại vùng biển Nhật Bản cho đến tháng 9 năm 1942, trải qua một số cải tiến nhỏ trong tháng 8 năm đó. Vào ngày 6 tháng 9 năm 1942, Haruna cùng với phần còn lại của Hải đội Thiết giáp hạm 3 được chuyển đến Truk, và đến ngày 10 tháng 9 năm 1942 con tàu khởi hành trong đội hình của Hạm đội 2 dưới quyền chỉ huy của Đô đốc Kondō hướng về quần đảo Solomon. Vào ngày 20 tháng 9 năm 1942, hạm đội được lệnh quay trở về Truk.
Sau trận chiến mũi Esperance, Lục quân Nhật Bản quyết định tăng cường cho các vị trí của họ tại Guadalcanal. Để bảo vệ cho các đoàn tàu vận tải tránh khỏi các cuộc không kích của đối phương, Đô đốc Yamamoto Isoroku cho phái Haruna và Kongō, được một tàu tuần dương hạng nhẹ và chín tàu khu trục hộ tống, đến bắn phá sân bay Henderson. Nhờ tốc độ nhanh, hai chiếc thiết giáp hạm có thể tiến hành bắn phá sân bay rồi rút lui trước khi có thể chịu đựng các cuộc không kích từ các tàu sân bay đối phương. Trong đêm 13-14 tháng 10 năm 1942, chúng đã bắn phá sân bay Henderson từ khoảng cách 16.000 thước Anh (15.000 m) với tổng cộng 973 quả đạn pháo 356 mm (14 inch). Đây được xem là cuộc tấn công bằng thiết giáp hạm thành công nhất của Nhật Bản trong chiến tranh, nó đã gây hư hại nặng cho cả hai đường băng, đốt cháy hầu như toàn bộ nhiên liệu cho phi cơ, phá hủy 48 trong số 90 máy bay đang có, và làm 41 người thiệt mạng. Các đoàn tàu vận tải Nhật Bản đến được hòn đảo vào ngày hôm sau.
Trong trận chiến quần đảo Santa Cruz ngày 26 tháng 10 năm 1942, Haruna bị một chiếc thủy phi cơ PBY Catalina tấn công nhưng không bị hư hại. Vào giữa tháng 11, chiếc thiết giáp hạm cùng các tàu chiến khác tham gia yểm trợ từ xa cho những nỗ lực bất thành khác nhằm bắn phá sân bay Henderson và tăng cường lực lượng trên đảo Guadalcanal một lần nữa. Đến ngày 15 tháng 11 năm 1942, sau thất bại của hạm đội Nhật Bản và việc mất các thiết giáp hạm Hiei và Kirishima trong trận Hải chiến Guadalcanal, Hải đội Thiết giáp hạm 3 rút lui về Truk, nơi nó ở lại đó cho đến hết năm 1942.

### 1943: Di chuyển giữa các căn cứ

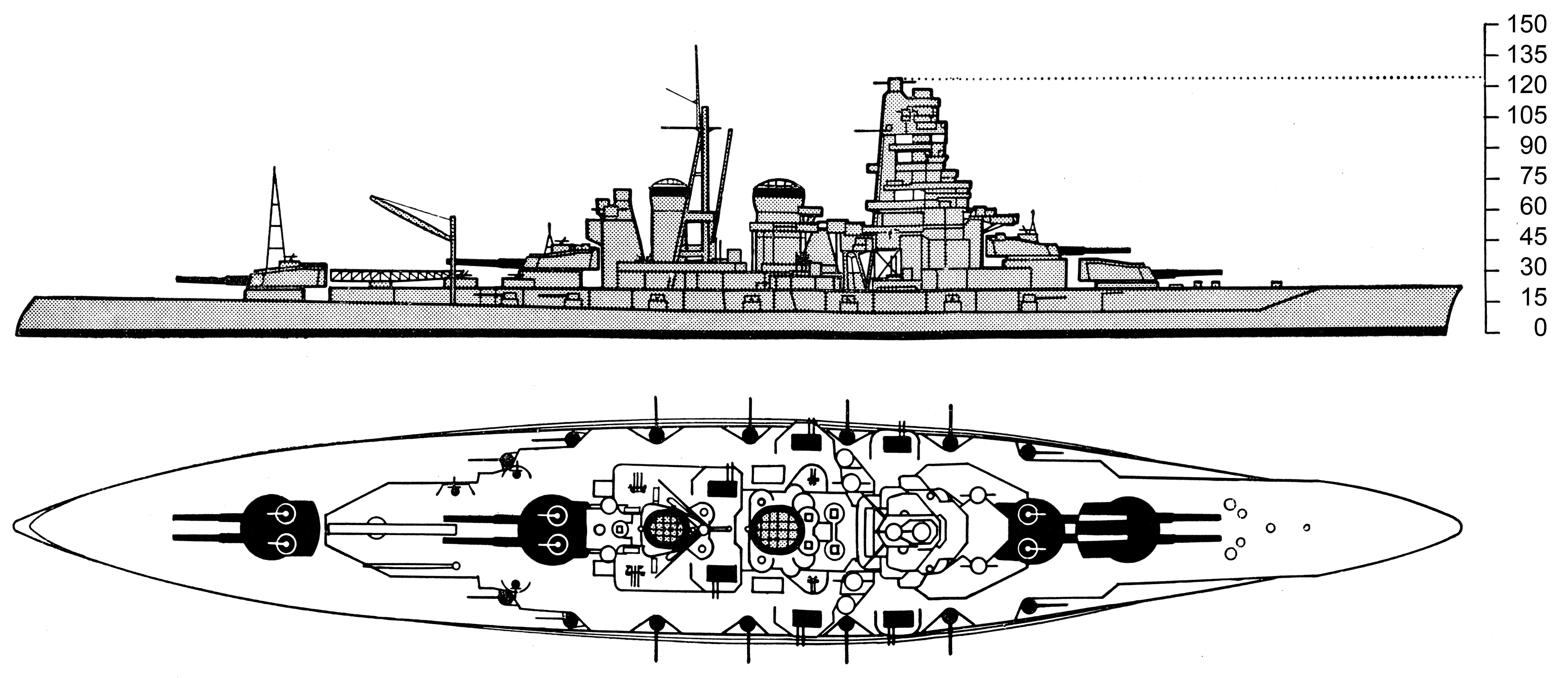
Một bức vẽ của Văn phòng Tình báo Hải quân Hoa Kỳ mô tả lớp Kongō trong những năm 1944–1945

Haruna trải qua trọn năm 1943 mà không giáp chiến cùng bất kỳ lực lượng đối phương nào. Vào cuối tháng 1 năm 1943, nó tham gia vào Chiến dịch Ke, hoạt động như một thành phần của lực lượng nghi binh đồng thời yểm trợ từ xa cho các tàu khu trục Nhật Bản di tản những người còn lại trên đảo Guadalcanal. Từ ngày 15 đến ngày 20 tháng 2 năm 1943, Hải đội Thiết giáp hạm 3 được chuyển từ Truk về căn cứ hải quân Kure. Từ ngày 23 tháng 2 đến ngày 31 tháng 3 năm 1943, Haruna vào ụ tàu tại Kure để nâng cấp, được trang bị thêm các khẩu súng phòng không 25 milimét (0,98 in) Kiểu 96 và tăng cường vỏ giáp. Ngày 17 tháng 5 năm 1943, đáp trả lại việc quân Mỹ tấn công lên đảo Attu thuộc quần đảo Aleut, Haruna khởi hành cùng với thiết giáp hạm Musashi, Hải đội Thiết giáp hạm 3, hai tàu sân bay, hai tàu tuần dương và chín tàu khu trục. Ba ngày sau, tàu ngầm Mỹ USS Sawfish phát hiện ra lực lượng này nhưng không thể tấn công. Vào ngày 22 tháng 5 năm 1943, lực lượng đặc nhiệm này đi đến Yokosuka, nơi nó được bổ sung thêm hai tàu sân bay hạm đội và hai tàu tuần dương hạng nhẹ. Tuy nhiên lực lượng này sau đó được giải tán khi Attu thất thủ trước khi các công việc chuẩn bị cần thiết kịp hoàn tất. Trong suốt tháng 6 năm 1943, Haruna được tái trang bị tại Yokosuka. Vào ngày 18 tháng 9 năm 1943, Haruna rời Truk như một phần của lực lượng phản công đáp trả lại vụ không kích của Mỹ lên đảo Brown thuộc quần đảo Micronesia, nhưng họ đã không thể bắt gặp đối phương và chiếc tàu chiến quay trở về căn cứ.
Vào ngày 17 tháng 10 năm 1943, Haruna một lần nữa rời Truk cùng một lực lượng lớn hơn đáng kể, bao gồm năm thiết giáp hạm, ba tàu sân bay hạm đội, tám tàu tuần dương hạng nặng, ba tàu tuần dương hạng nhẹ cùng nhiều tàu khu trục, để đáp trả lại lực lượng Mỹ không kích lên đảo Wake. Khi không bắt gặp được đối phương, lực lượng trên quay trở về Truk ngày 26 tháng 10 năm 1943. Vào ngày 16 tháng 12 năm 1943, Haruna quay trở về Sasebo để được tái trang bị và tiến hành huấn luyện tại vùng biển nội địa Nhật Bản.

### 1944: Các hoạt động tác chiến cuối cùng
Ngày 25 tháng 1 năm 1944, Đại tá Kazu Shigenaga tiếp nhận quyền chỉ huy chiếc Haruna trong khi nó còn đang ở tại Kure. Hải đội Thiết giáp hạm 3 rời Kure ngày 8 tháng 3 năm 1944 đi đến Lingga, phía Nam Singapore. Đến nơi ngày 14 tháng 3 năm 1944, hải đội ở lại đây để huấn luyện cho đến ngày 11 tháng 5 năm 1944. Ngày 11 tháng 5 năm 1944, Haruna cùng Hạm đội Liên hợp của Đô đốc Ozawa khởi hành từ Lingga đi đến Tawi Tawi, nơi nó hội quân cùng "Lực lượng C" dưới quyền chỉ huy của Phó Đô đốc Takeo Kurita. Ngày 13 tháng 6, Hạm đội Liên hợp của Đô đốc Ozawa rời Tawi Tawi hướng đến quần đảo Mariana. Trong Trận chiến biển Philippine diễn biến sau đó, Haruna hộ tống các tàu sân bay nhanh của Nhật Bản, và vào ngày 20 tháng 6 năm 1944 nó đã bi máy bay cất cánh từ các tàu sân bay Mỹ đánh trúng hai quả bom xuyên thép 500 pound (230 kg). Ngày 24 tháng 6, Haruna vào ụ tàu tại Kure để sửa chữa và tái trang bị. Đến tháng 8 năm 1944 nó được chuyển đến Lingga.

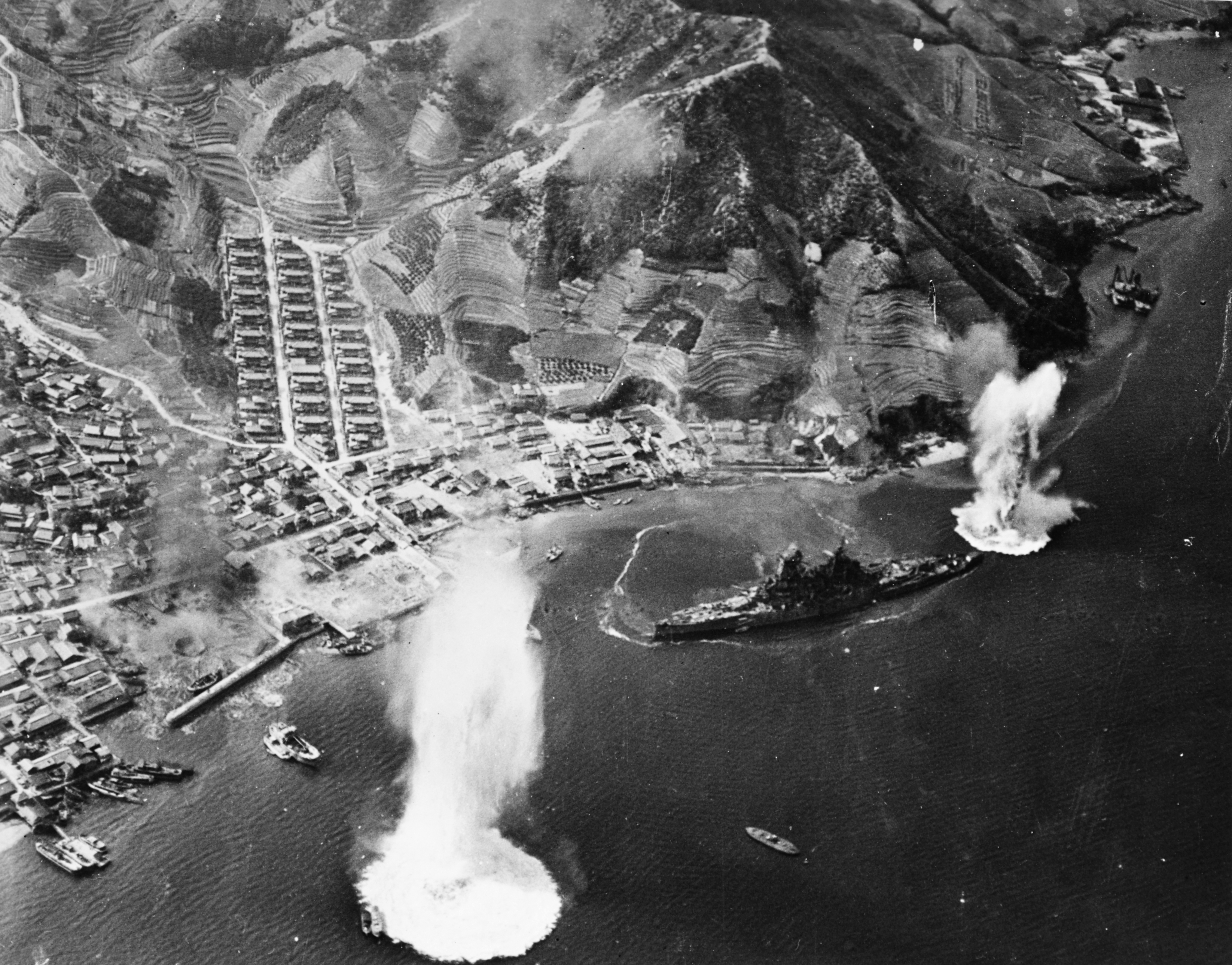
Haruna tại nơi nó neo đậu gần Kure, Nhật Bản; đang bị máy bay từ tàu sân bay Hoa Kỳ tấn công, 28 tháng 7 năm 1945

Đến tháng 10 năm 1944, Haruna rời Lingga chuẩn bị cho "Chiến dịch Sho-1", cuộc phản công của Nhật Bản trong trận chiến vịnh Leyte, trận hải chiến lớn nhất lịch sử. Vào ngày 24 tháng 10 năm 1944, chịu đựng các cuộc không kích xuất phát từ các tàu sân bay Mỹ trong vùng biển Sibuyan, Haruna bị hư hại nhẹ bởi mảnh bom từ những cú suýt trúng. Ngày 25 tháng 10, trong trận chiến ngoài khơi Samar, nằm trong thành phần lực lượng trung tâm của Đô đốc Kurita, Haruna đã tấn công các tàu sân bay hộ tống và tàu khu trục của lực lượng "Taffy 3" thuộc Hạm đội 7 Hoa Kỳ. Đạn pháo 14 inch (36 cm) của Haruna đã nhiều lần suýt trúng vào hai chiếc tàu sân bay hộ tống Hoa Kỳ, trước khi nó phải lẩn tránh các quả ngư lôi do đối phương phóng ra. Sau các hoạt động phòng ngự ác liệt của các con tàu Mỹ, vốn đã đánh chìm ba tàu tuần dương hạng nặng của Nhật, Đô đốc Kurita quyết định rút lui kết thúc trận đánh.
Sau thất bại của Hải quân Nhật tại vịnh Leyte, Haruna quay trở về Brunei và Lingga để sửa chữa. Vào ngày 22 tháng 11 năm 1944, Haruna bị mắc cạn tại một bãi san hô ngầm gần Lingga, bị hỏng nặng các khoang kín nước, và nó buộc phải quay về Sasebo để vá lại lườn tàu. Vào ngày 2 tháng 12 năm 1944, trong khi từ Đông Nam Á quay trở về Nhật Bản trong thành phần của đội đặc nhiệm, Haruna đã né tránh được các quả ngư lôi do một tàu ngầm Mỹ nhắm vào nó. Vào ngày 9 tháng 12 năm 1944, thêm ba tàu ngầm Mỹ đánh chặn đội đặc nhiệm, các tàu ngầm Sea Devil, Plaice và Redfish đã gây hư hại chiếc tàu sân bay Junyo cùng nhiều tàu khu trục bằng ngư lôi; tuy nhiên Haruna đã thoát ra được mà không hề hấn gì, và về đến Sasebo ngày hôm sau. Đến cuối năm 1944, Haruna được chuyển đến Kure để sửa chữa toàn diện và nâng cấp, đã trải qua một năm sống sót trong khi bốn thiết giáp hạm Nhật Bản khác đã bị mất.

### 1945: Bị mất

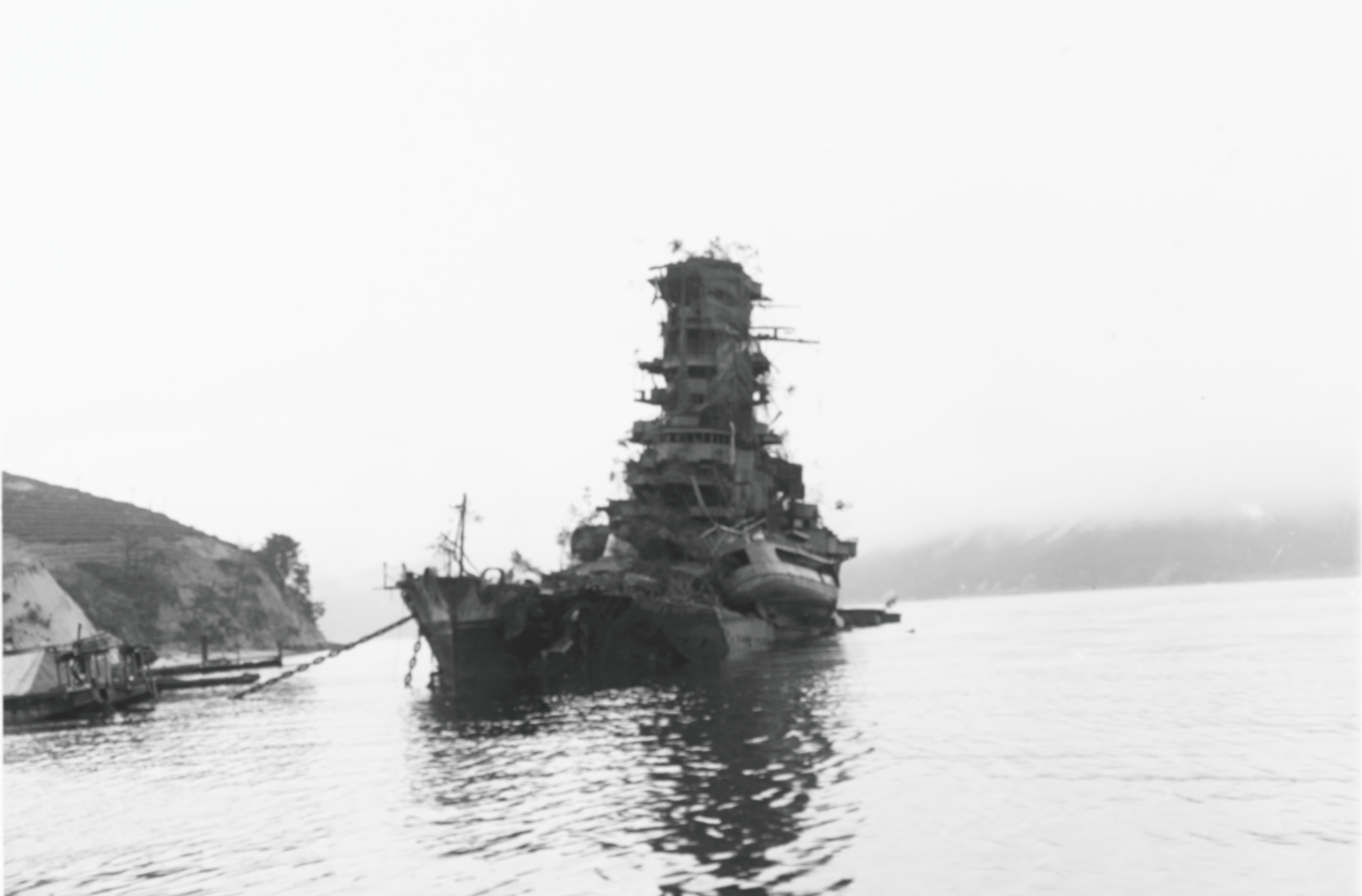
Haruna bị đánh chìm tại nơi nó neo đậu

Ngày 1 tháng 1 năm 1945, Haruna được rút khỏi Hải đội Thiết giáp hạm 3 vốn đã ngưng hoạt động để chuyển sang Hải đội Thiết giáp hạm 1 của Hạm đội 2. Vào ngày 10 tháng 2, Haruna được phân về Căn cứ Hải quân Kure. Đến ngày 19 tháng 3 năm 1945, máy bay từ các tàu sân bay Mỹ tấn công vào lực lượng còn lại của Hải quân Nhật tại Kure. Thiệt hại không đáng kể một phần là nhờ căn cứ được phòng thủ bởi các phi công dày dạn kinh nghiệm đang làm nhiệm vụ huấn luyện phi công mới, lái những chiếc máy bay tiêm kích mới Kawanishi N1K "Shiden" hoặc "George". Dưới sự chỉ huy của Minoru Genda, người từng vạch kế hoạch tấn công Trân Châu Cảng, sự xuất hiện của những chiếc máy bay tiêm kích này, vốn có tính năng bay ngang bằng hoặc vượt trội hơn kiểu máy bay tiêm kích chủ lực F6F Hellcat của Hải quân Mỹ, đã gây bất ngờ cho những kẻ tấn công, và nhiều máy bay Mỹ đã bị bắn rơi. Haruna bị đánh trúng một quả bom duy nhất bên mạn phải nhưng chỉ gây thiệt hại nhẹ cho con tàu. Haruna tiếp tục ở lại Kure cho đến tháng 7 năm 1945.
Từ ngày 24 tháng 7 năm 1945, Lực lượng Đặc nhiệm 38 của Hải quân Mỹ bắt đầu một loạt các cuộc không kích xuống căn cứ hải quân Kure với ý định tiêu diệt hoàn toàn phần còn lại của Hải quân Nhật. Trong ngày hôm đó, thiết giáp hạm Hyūga bị đánh chìm, và Haruna bị đánh trúng một quả bom gây hư hại nhẹ. Bốn ngày sau, Haruna chịu đựng một cuộc không kích nặng nề bởi máy bay của Lực lượng Đặc nhiệm 38, bị đánh trúng tám quả bom trước khi bị chìm tại nơi neo đậu lúc 16 giờ 15 phút. Trong hai ngày bị tấn công, 65 sĩ quan và thủy thủ của chiếc Haruna đã bị thiệt mạng. Đến năm 1946, phần còn lại của chiếc Haruna được trục vớt lên khỏi mặt nước, và được tháo dỡ trong hai tháng tiếp theo.